# 横尾渉
横尾 渉（よこお わたる、1986年〈昭和61年〉5月16日 - ）は、日本のアイドル、俳優、俳人。男性アイドルグループKis-My-Ft2およびその派生グループ舞祭組のメンバー。愛称は、ワッター、師匠。
神奈川県出身。STARTO ENTERTAINMENT所属。

## 来歴
3歳年上の兄に「フットサルに行く」と騙されて渋谷に連れていかれ、オーディションを受けて、2001年2月4日にジャニーズ事務所に入所。しかし最初は興味が無かったためにレッスンもさぼっていたが、社長のジャニー喜多川からの電話もあり、次第にレッスンにも顔を出すようになる。同年10月、バラエティ番組『ジャパン☆ウォーカー』にて結成された堂本光一プロデュースのユニット・J-support（後にK.K.Kityに改名）のメンバーとして2003年まで活動。2004年4月からはKis-My-Ft.として、2005年7月からはKis-My-Ft2として活動する。
2010年10月、フジテレビ系『フリーター、家を買う。』でドラマ初出演。
2011年8月10日、Kis-My-Ft2として「Everybody Go」でCDデビュー。その後、2013年12月13日には宮田俊哉、二階堂高嗣、千賀健永とで結成されたユニット・舞祭組（ぶさいく）として、「棚からぼたもち」でもCDデビューする。
2023年1月26日、ジャニーズ事務所の公式サイトで年下の一般女性と結婚したことを発表。Kis-My-Ft2のメンバーでは初の既婚者となった。

## 人物
実家で飼っていた犬が歳をとって体調が悪くなっていたことをきっかけに、CDデビューしてまだ間もない2011年頃からペット介護士の勉強を始めて取得。2015年に朝日放送のバラエティ番組『ペットの王国 ワンだランド』にゲスト出演した際、資格をもっていることを知ったプロデューサーからオファーされ、同年10月4日から自身初の単独レギュラー出演が決定した。番組内では他にスキューバダイビングのライセンスも取得。その後もジャニーズ事務所で資格を強みにする人間はいないだろうと勉強を続け、2017年8月には当時国内で7人しか取得していなかった「マグロ解体師1級」（全国鮪解体師協会）に合格した。その他、二級小型船舶免許、ペット終活アドバイザー、整理収納アドバイザー、簿記、スキューバダイビングなど、2023年6月時点までに取得した資格・免許は10を超える。
2015年7月より、TBS系列『プレバト!!』の俳句コーナーに不定期に出演している。それまで全く俳句の経験はなかったが、2019年7月、名人4段に昇格。2020年1月3日放送の『プレバト!!』の名人・特待生だけの俳句タイトル戦（2019年度冬麗戦）において、初優勝を果たした。2021年3月25日放送の『プレバト!!』において、番組内で披露した俳句が、2021年度の中学国語教科書副教材（明治図書出版）に掲載されることが発表された。同日放送の俳句タイトル戦（2021年度春光戦）において、2度目の優勝を果たした。2022年6月16日、お題「クーポン」で名人10段に昇格。2023年8月10日、お題「吊り橋」で永世名人に昇格。
料理が得意で、「ジャニーズの料理番長」「Kis-My-Ft2の自炊番長」とも言われる。『キスマイBUSAIKU!?』内では「水回りの横尾」と称された。番組や雑誌で料理やレシピを披露したり、2021年からは雑誌『クックパッドプラス』で料理の連載も担当している。
ジャニーズJr.の野澤祐樹とは、2人で飲みに行くこともある。
5歳上と3歳上の兄がいる。中学時代は、サッカー部に所属していた。

## 作品
| 曲名                   | 作詞                | 作曲                        | JASRAC 作品コード | 名義                                  | 収録 | 備考                                |
| ソロ曲                 | ソロ曲              | ソロ曲                      | ソロ曲            | ソロ曲                                | ソロ曲 | ソロ曲                              |
| ---------------------- | ------------------- | --------------------------- | ----------------- | ------------------------------------- | --- | ----------------------------------- |
| ワッター弁当           | 浅利進吾            | 浅利進吾                    | 501-2192-8        | 横尾渉 Kis-My-Ft2                     | アルバム『I SCREAM』〈完全生産限定 4cups盤〉 - 横尾ソロ | YouTubeでLive Video公開。           |
| キャッチボールをしよう | ビリケン 長江徹     | ビリケン 長江徹             | 245-2813-7        | Kis-My-Ft2                            | アルバム『FREE HUGS!』〈通常盤〉 - 横尾ソロ |                                     |
| 僕を照らすモノ         | ケリー              | Erik Lidbom Carlos K.       | 1P5-3900-5        | 横尾渉 Kis-My-Ft2                     | 映像作品『Kis-My-Ft2 LIVE TOUR 2021 HOME』〈通常盤〉特典CD『Kis-My-Ft2 10th Anniversary Extra CD』 - 横尾ソロ シングル『Fear/SO BLUE』〈初回盤A〉特典DVD - 横尾ソロPV |                                     |
| 俺の味                 | 浅利進吾            | 浅利進吾                    | 501-3147-8        | 横尾渉 Kis-My-Ft2                     | アルバム『MUSIC COLOSSEUM』〈初回生産限定盤B〉』付属DVD - 横尾ソロ |                                     |
| ユニット曲             |                     |                             |                   |                                       | |                                     |
| Catch & Go!!           | ENA☆                | CHOKKAKU SYB IGGY           | 1D3-1627-7        | Kis-My-Ft2                            | アルバム『Kis-My-1st』 - 横尾渉&宮田俊哉&二階堂高嗣&千賀健永 |                                     |
| Forza!                 | HIKARI              | HIKARI Stephan Elfgren      | 1E3-3564-0        | Kis-My-Ft2                            | アルバム『Goodいくぜ!』 - 玉森裕太 with 横尾渉&宮田俊哉&二階堂高嗣&千賀健永                                                                                           |                                     |
| Chance Chance Baybee   | Takuya Harada       | Takuya Harada Samuel Wearmo | 1E3-3738-3        | Kis-My-Ft2                            | アルバム『Goodいくぜ!』 - 横尾渉&宮田俊哉&二階堂高嗣&千賀健永 |                                     |
| わんダフォー           | ケリー              | 大竹創作                    | 211-2381-1        | 横尾渉 藤ヶ谷太輔 Kis-My-Ft2          | アルバム『KIS-MY-WORLD』 - 藤ヶ谷太輔&横尾渉 |                                     |
| スナック SHOW和        | 浅利進吾            | 浅利進吾                    | 221-1604-4        | Kis-My-Ft2 北山宏光 横尾渉 宮田俊哉   | アルバム『Sha la la☆Summer Time』〈初回生産限定盤A〉 - 北山宏光&宮田俊哉&横尾渉                                                                                       | この中の1曲「涙酒」は横尾ソロ       |
| ConneXion              | TAISUKE FUJIGAYA    | KANATA OKAJIMA SOMA GENDA   | 238-5424-3        | 藤ヶ谷太輔&千賀健永&横尾渉 Kis-My-Ft2 | シングル『LOVE』〈通常盤〉 - 藤ヶ谷太輔&千賀健永&横尾渉 | ドラマ化され、dTVで独占配信された。 |
| 王国の蝶               | 夏井いつき 横尾嘉信 | baku                        | 252-7551-8        | 横尾渉&千賀健永/Kis-My-Ft2 Kis-My-Ft2 | アルバム『To-y2』〈通常盤〉 - 横尾渉&千賀健永 |                                     |

## 出演
グループでの出演はKis-My-Ft.、Kis-My-Ft2#出演、舞祭組#出演を参照

### テレビドラマ
- フリーター、家を買う。 第4話 - 第9話（2010年、フジテレビ） - 西本和彦 役
- 裁判長っ!おなか空きました! 21話（2014年3月16日、日本テレビ） - 清水洋一郎 役
- 平成舞祭組男（2014年10月18日 - 2015年1月4日、日本テレビ） - グループ主演・横尾渉 役（千賀健永、宮田俊哉、二階堂高嗣と4人で主演）[43]
- 新ナニワ金融道（2015年1月24日、フジテレビ）
- ○○な人の末路（2018年4月23日 - 6月25日、日本テレビ） - グループ主演・戸塚賢太 役（千賀健永、宮田俊哉、二階堂高嗣と4人で主演）[44]

### 配信ドラマ
- ConneXion（2021年7月2日 - 8月6日、dTV） - 主演 (藤ヶ谷太輔・千賀健永とトリプル主演) [45]

### バラエティ番組
- ペットの王国 ワンだランド（2015年10月5日 - 2017年3月26日、朝日放送） - レギュラー[18]
- キスマイ横尾の「ジブリパークに初潜入!-秘密のスポットみーつけた-」（2022年11月1日、中京テレビ）[46]

### 配信番組
- Kis-My-Ft2 藤ヶ谷太輔&横尾渉 NAKED〜素のまま沖縄2人旅〜（2025年5月30日 - 予定、Hulu）[47]

### CM
- NTTドコモ
  - 「FOMA」（2005年）[48]
  - 「DCMX」（2006年）[49]

### 舞台
- 銀河英雄伝説 撃墜王（2012年8月3日 - 12日、天王洲 銀河劇場） - ジークフリード・キルヒアイス 役[50][51]
- 銀河英雄伝説 輝く星 闇を裂いて（2012年11月15日 - 18日、東京国際フォーラム） - 主演・ジークフリード・キルヒアイス 役（二階堂高嗣とW主演）[52]
- 銀河英雄伝説 第三章 内乱（2013年3月31日 - 4月13日、青山劇場） - ジークフリード・キルヒアイス 役[53][54]
- 銀河英雄伝説 第四章 後篇 激突（2014年2月12日 ‐ 3月2日、青山劇場）- ダスティ・アッテンボロー 役[55]
- 山本試験紙 vol.2『ピクトグラム』（2024年5月2日 ‐ 7日、シアターサンモール）[56]
- some day（2025年2月20日 - 26日、シアターサンモール） - 西村朋ノ介範 役[57]

## 書籍

### 雑誌連載
- ベネッセコーポレーション『いぬのきもち』「ずっと、ギュッと」（2020年8月号 - ）[58]
- 扶桑社『クックパッドプラス』「君のためのワタルごはん」（2022年冬号〔2021年11月25日発売号〕 - ）[38][59]

### 新聞連載
- 読売新聞『読売中高生新聞』「ペットオーナー検定」（2022年4月29日[60] - 、不定期）[61]